# Pancrazio Chiruzzi
Pancrazio Chiruzzi, detto Pan (Bernalda, 25 ottobre 1952 – Chivasso, 17 marzo 2025), è stato un criminale italiano.
Criminale indipendente e pianificatore meticoloso, si pone a capo di varie bande e si specializza nelle rapine a mano armata. Il massiccio uso di armi da guerra gli frutta il soprannome di “Solista del Kalashnikov”.

## Biografia
Secondo di tre fratelli, nacque il 25 ottobre 1952 a Bernalda, in provincia di Matera. Conseguita la licenza media, si iscrisse all'Istituto Tecnico per Periti Industriali di Taranto.
Nel '67 si trasferì a Torino, dove iniziò a lavorare come cablatore presso la ditta Tardito e, contemporaneamente, frequentò un corso serale per proseguire gli studi superiori all'Istituto Tecnico Industriale.
Iniziò l'attività criminale nel 1971, a quell'epoca aveva 19 anni. Dopo qualche rapina e furto d'auto, assaltò la sua prima banca. Da quel momento non si fermerà più, diventando uno dei nomi di spicco della criminalità torinese. 
Nel 1974, a soli 22 anni, il suo patrimonio era già superiore al miliardo di lire.
Per anni visse organizzando assalti a banche, uffici postali, treni in corsa e furgoni blindati senza mai stabilire legami con affiliati alla mafia né con esponenti della malavita organizzata.

Nel suo curriculum criminale rapine in Svizzera, Germania, Francia ed Austria. Uomo dalla spiccata personalità e con il gusto della battuta, negli anni '70 agli agenti che lo arrestavano per i colpi all'estero disse: 
Nel 1975 assaltò un treno in corsa Arona - Bellinzago che riforniva gli Uffici Postali.
Nel 1976 tentò una rapina alla Banca Centrale Inglese a Bruxelles, situata di fianco al Palazzo Reale.
Nel 1987 rapinò la Banca di Lugano, sequestrando preventivamente il direttore la notte precedente il colpo.
La rapina più clamorosa che gli è stata attribuita - per la quale tuttavia fu indagato e poi assolto - fu quella a un furgone portavalori svaligiato a Genova: il 17 agosto 1999, nel corso di un'azione durata una dozzina di minuti, senza sparare e riportando un bottino di sei miliardi di lire.
Tra gli anni settanta e gli anni duemila portò a termine centinaia di rapine in Italia e all'estero, senza spargimenti di sangue.
L'ex capo della squadra mobile di Torino, Sergio Molino, lo definì così: «Non un rapinatore, ma il maestro dei rapinatori italiani. Chiruzzi ha fatto scuola. Preparava i colpi meticolosamente, non ha mai sparato durante le sue azioni. Possiamo dire che nel ramo è stato un vero professionista».
Venne arrestato undici volte, scontando complessivamente trentasei anni di reclusione, spesso in carceri di massima sicurezza quali l'Asinara e Fossombrone. Tentò di evadere tre volte, riuscendoci nel 1975.
Dal 2012 è tornato definitivamente in libertà.
Nel 2019, in collaborazione con la giornalista e scrittrice Rosella Simone, pubblica la sua biografia "Io sono un bandito", in cui ripercorre le tappe della sua vita.
Nel 2023 esce "Chi ha polvere spara", romanzo scritto da Donato Montesano ispirato alla vita del rapinatore.
Nel 2024 la sua storia viene raccontata nei podcast One More Time di Luca Casadei e Non Aprite quella Podcast di J-Ax.
Muore di polmonite nel 2025 all'età di 72 anni.